# Macromitrium anomodictyon
Macromitrium anomodictyon là một loài Rêu trong họ Orthotrichaceae. Loài này được Cardot mô tả khoa học đầu tiên năm 1916.